# Мойше Ойшер
Мойше Ойшер (Мойсей Зейликович Ойшер, Морріс Ойшер; їд. משה אױשער 8 березня 1907, Липкани, Хотинський повіт, Бессарабська губернія — 28 листопада 1958, Скарсдейл або Нью-Рошелл, штат Нью-Йорк) — єврейський театральний і кіноактор, кантор, зірка американського кіно на їдиші 1930-1940-х років.

## Життєпис

### Ранні роки

Кантор Мойше Ойшер

Мойше Ойшер народився в родині кантора Зейлика Ойшера в бессарабському містечку Липкани (тепер Бричанського району Молдови) у 1907 році. Незабаром після народження молодшої доньки в 1913 році батько поїхав до Монреаля і Мойше зі своєю сестрою Фрейдл (майбутньою актрисою Фрайделе Ойшер) виховувався в будинку свого діда по материнській лінії столяра Мехла (сам батько походив із повітового містечка Хотин). Навчався у відомого липканського педагога Лейзера Школяра, був співаком у синагогальному хорі кантора Йосл Штернберга, брав участь у дитячих театральних постановках байкара Еліезера Штейнбарга.
Наприкінці літа 1921 року Мойше з матір'ю та сестрою перебралися до батька в Монреаль, а через два роки вся родина переїхала до Нью-Йорка, потім до Філадельфії, де батько отримав позицію кантора в одній із філадельфійських синагог. Через кілька років Мойше вже самостійно повернувся до Нью-Йорка і перетягнув туди сестру. Перша робота майбутнього актора в Америці — помічником продавця у продовольчій крамниці (delicatessen store). У 1920-ті роки почав брати участь у театральних постановках на їдиші разом зі своєю сестрою, яка швидко набула популярності виконанням дитячих ролей у театрах на Другій авеню нижнього Істсайду на Мангеттені (тепер район Іст-Віллідж). У 1931 році був актором у трупі Аншеля Шорра. На початку 1930-х років Ойшер організував власну антрепризу, на яку писав сценки під псевдонімом «бен Зейлик» (син Зейлика), і з 1932 по 1934 рік їздив із гастролями Південною Америкою, переважно Аргентині.

### Румунська синагога

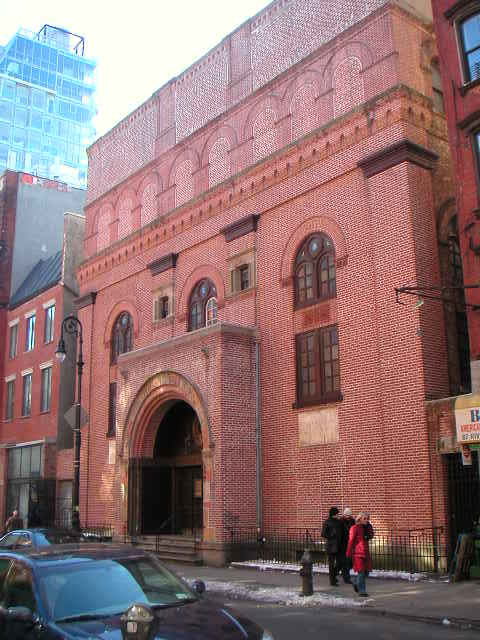
Фасад Румунської синагоги на Рівінгтон вулиці

Після повернення до Нью-Йорка, в 1935 році Мойше Ойшер пройшов за конкурсом на позицію кантора в знаменитій «Румунській синагозі» (їдиш : Ді румейніше шул), що було дуже серйозним успіхом для початківця кантора. «Румунська синагога», або First Roumanian-American Congregation, за адресою 89 Рівінгтон стріт (Rivington Street) між вулицями Орчард (Orchard) та Ладлоу (Ludlow), була однією з найзнаменніших і найстаріших синагог міста і насамперед славилася своєю акустикою в залі на дві тисячі місць та канторським мистецтвом. Внаслідок останнього вона й здобула серед глядачів популярність «Карнегі-Голла для канторів» (Cantors' Carnegie Hall) — у різний час тут постійно працювали чи вели святкові служби найзнаменитіші кантори та оперні виконавці країни, зокрема Йоселе Розенблатт (1882—1933)., Мойше Кусевицький (1899—1966), Річард Такер (1913—1975), Джен Пірс (1904—1984) та Роберт Меррілл (1917—2004); у хорі синагоги починали комічні артисти Едді Кантор (1892—1964), Джордж Бернс (1896—1996) та Ред Баттонс (1919—2006).

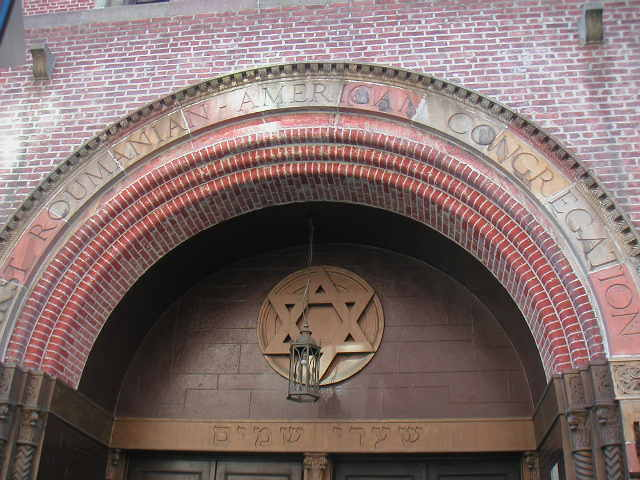
Деталь фронтону Румунської синагоги

Сама будівля Румунської синагоги була збудована в 1857 році під німецьку євангелічну церкву, в 1864 році перекуплена німецько-єврейською конгрегацією (громадою) «Шаарей Шомаїм» (небесна брама), в 1890 році знову перетворилася на церкву (у 1902 році перетворена на Румунську синагогу з перебудованим у романському стилі фасадом (внаслідок пожежі в січні 2006 року в будівлі обвалився дах і через два місяці будинок було знесено). Мойше Ойшер тут працював до кінця 1940-х років, після чого виступав у літніх пансіонатах у Катскільських горах, де йому акомпанувала на фортепіано його друга дружина.

### Кінокар'єра
Тоді ж, у середині 1930-х років Мойше Ойшер дебютував на нью-йоркському радіо, з яким був пов'язаний до кінця життя, і одружився з актрисою Флоренс Вайс (Florence Weiss) — їхній шлюб розпався на початку 1940-х років і в 1945 році Ойшер одружився вдруге, але до того і в театрі, і в кіно він, зазвичай, знімався разом із дружиною. Разом із Флоренс Вайс Ойшер протягом кількох років вів радіопередачу Stanton Street Clothiers на каналі WBBC. Крім нью-йоркських театрів, він у ці роки працював також у Third Ward Yiddish Theater у Ньюарку (штат Нью-Джерсі).

Афіша антрепризи М. Ойшера та Ф. Вайс «Ніч у Парижі» (Нахт ін Паріз) на гастролях у Буенос-Айресі, 1934

Свою дебютну роль сільського коваля Янкла, яка принесла йому широку популярність, Ойшер зіграв у кінокартині «Янкл-коваль» (Енкл дер шмід, в англійському прокаті The Singing Blacksmith) за однойменною п'єсою Довіда Пінського (1872—1959). Прем'єра п'єси відбулася 25 листопада 1909 року в нью-йоркському театрі Thalia у постановці Дувіда Кесслера; прем'єра кінокартини режисера Едгара Г. Алмера в адаптації Осипа Димова (1878—1959) відбулася 1 листопада 1938 року в нью-йоркському Continental Theatre. Фільм був оперетою на музичній основі популярного тоді свінгу. Наступного, 1939 року вийшла інша музична стрічка Ойшера «Віленський міський кантор» (Дер віллнер штот-хазн, або в англійському прокаті Overture To Glory) за п'єсою Бернарда Горіна (1868—1925) він зіграв головну роль знаменитого віленського кантора Страшунського (1816—1850). У 1940 році на екрани вийшов автобіографічний фільм Ойшера «Канторський синок» (Дем Хазнс Зіндл, в англійському прокаті The Cantor's Son). До цього часу Мойше Ойшер був уже одним із найзнаменитіших єврейських акторів країни і досяг піку своєї популярності.

### Музична кар'єра
У 1943 році Ойшер підписав контракт з Чиказьким оперним театром (Chicago Opera) на виконання провідних ролей у постановках «Єврейки» (La Juive, 1835) Жака Фроменталя Галеві (1799—1862) та « Паяців» (Pagliacci, 1892). Незабаром він переніс свій другий серцевий напад (перший інфаркт міокарда він переніс ще у 34-річному віці і завжди страждав на вади серця), тому виступи були перервані. Тоді ж, у розпал другої світової війни він знявся вже англійською мовою в кінокартині «Пісні про Росію» (Songs of Russia) компанії Metro-Goldwyn-Mayer Studios, про американського диригента Джона Мередіта (John Meredith), що потрапив на самому початку війни в Радянський Союз.
Подальшій кінокар'єрі перешкодило погіошення здоров'я. Наприкінці 1940-х років Ойшер навіть звільнився з Румунської синагоги і виступав лише з періодичними концертними програмами, до яких він написав низку пісень на слова сучасних йому єврейських поетів, наприклад популярну пісеньку «Стоїть у містечку будиночок». (Ба дэм штэтл штэйт а штыбл) на слова кишинівського поета Золмена Розенталя, «Мій дорогий» (Майн лібер, 1943) на слова радянського єврейського поета Ісаака Фефера, на слова Іцика Мангера та інших авторів. Наприкінці 1940-х і на початку 1950-х років він записав кілька довгограючих платівок — народних пісень, театральних шлягерів (у тому числі з дуетом Сестри Беррі — The Barry Sisters), ансамблем Kadimah Singers і з клезмерським кларнетистом-віртуозом Деййом 1989) — головним чином для лейблу Banner Records. У 1956—1958 роках вийшли три антології літургійної (давньоєврейською мовою) та народної (на їдиші) музики до єврейських свят з наративним текстовим супроводом англійською мовою (до Хануки — з наррацією його одинадцятирічної дочки, пасхальному седеру та Йом-Кіпуру, що стали його останньою музичною роботою.
Більшість із цих записів було перевидано в останні два десятиліття, у тому числі в цифровому ремастерингу вихідних магнітних стрічок. Серед інших, Ойшеру належать перші записи популярних шлягерів «Дона-Дону» (композитора Шолома Секунди, 1894—1974) і «Майн штейтеле Белц» (Моє містечко Бєльці) — останньої в кінострічці «Канторський синок» (1940). У 1956 році він знявся у своїй останній ролі в кіно — в кінокартині «Спів уночі» (Singing In The Dark) режисера Макса Ноззека, де він зіграв головну роль Лео, який пережив нацистські концтабори і страждає на амнезію. Мойше Ойшер помер на 52-у році життя в ніч з 27 на 28 листопада 1958 року від третього серцевого нападу.

## Фільмографія
- 1938 — «Енкл дер шмід» (Янкл-коваль, або The Singing Blacksmith — коваль, що співає), чорно-білий. За однойменною п'єсою Довида Пінського. Режисер Едгар Г. Алмер (Ульмер, Edgar G. Ulmer), продюсер Роман Ребуш. Сценарій Осипа Димова (Перельман). Музика: Янкев Вайнберг (Jacob Weinberg). У ролях: Мойше Ойшер (Янкл-коваль); Флоренс Вайс (Рівке), Гершл Бернарді (1923-1986[en]). VHS (відеокасета) — Ergo Media, 1992; DVD — Yiddish Film Collection (PAL), 2001 та National Center for Jewish Film (105 хвилин), відновлений і оцифрований з вихідної кіноплівки, з додатковими епізодами, 2005 (обидва видання — з англійськими субтитрами).
- 1939 — «Дер вілнер штот-хазн» (Віленський міський кантор, або — в англійському прокаті — Overture To Glory, увертюра до слави). Сценарій Осипа Димова (1878—1959), діалог поета Янкева Глатштейна (1896—1971), музика Олександра Ольшанецького (1892—1944). У ролях: Мойше Ойшер (кантор Йоел-Дувід Страшунський), Флоренс Вайс (Хане, його дружина); у другорядних ролях — драматург Осип Димов та кантор-композитор Манфред Левандовський (1895—1970). VHS (відеокасета) — Ergo Media, 1988; DVD — Yiddish Film Collection (PAL), 2001 та National Center for Jewish Film (105 хвилин), відновлений і оцифрований з вихідної кіноплівки, з додатковими епізодами, 2005 (обидва видання — з англійськими субтитрами).
- 1940 — «Дем хазнс зіндл» (Канторський синок, або The Cantor's Son). Режисер: розпочав картину Сідні Голдін, але після його раптової смерті під час зйомок фільму закінчив роботу Ілля Мотильов. Сценарій: Марк Швейд за книгою Луїса Фраймана. Музика Олександра Ольшанецького. У ролях Мойше Ойшер (Шлоймеле Райхман, син кантора), Флоренс Вайс. У фільмі вперше прозвучав у записі знаменитий шлягер А. Ольшанецького та Дж. Джейкобса «Майн штейтеле Белц» (Моє містечко Бельці) — під назвою «Бєльц» (тобто просто Бєльці), написаний за кілька років до того для Ізабелли Кремер. VHS (відеокасета) — Ergo Media, 1989; DVD — Yiddish Film Collection (PAL), 2001 та National Center for Jewish Film (105 хвилин), відновлений і оцифрований з вихідної кіноплівки, з додатковими епізодами, 2005 (обидва видання — з англійськими субтитрами).
- 1943 — «Пісні про Росію» (Songs of Russia), режисер Грегорі Ратофф (Gregory Ratoff), продюсер Джо Пастернак (Joe Pasternak). У ролях: Роберт Тейлор (1911—1969; в ролі диригента Джона Мередіта), Мойше Ойшер (у ролі співака Волтера Лоренса — Walter Lawrence); Михайло Чехов (1891—1955), Федір Шаляпін молодший (1905—1992), Зоя Карабанова, Володимир Соколов, Костянтин та Тамара Шайн, Лео та Барбара Булгаков та ін. MGM Studios .
- 1956 — «Спів у ночі» (Singing In The Dark). Режисер Макс Ноззек (Max Nosseck). Сценарій, вірші до пісень (на музику А. Ельштейна, 1907—1963) та головна роль Лео — Мойше Ойшер.
- Cantors From The Golden Age: DVD (Кантори золотого віку), Israel Music, 2005.

## Дискографія
Канторські композиції у виконанні Мойше Ойшера входять до більшості історичних збірок канторського мистецтва.
- Moishe Oysher «The Master Singer of his People». Musique Internationale.
- «Дус кешеневер штикеле/Гріне блетер» (Кишинівська композиція/Зелене листя). Десятидюймова грамофонна платівка на 78 оборотах.
- «The Moishe Oysher's Chanukah Party» (Святкування Хануки Мойше Ойшера, довгограюча грамплатівка). Banner Records. Перейдано на компакт-диску на лейблі Israel Music, 2005.
- «Moishe Oysher At His Best» (М. М. Ойшер у піку кар'єри, довгограюча грамплатівка). Диригент: кантор Мойше Кусевицький. Greater Records, 1969. Перевидана 1973 року .
- Moishe Oysher Sings (Мойше Ойшер співає, літургійні, канторські композиції давньоєврейською мовою та театральні пісні на ідиші). Banner Records.
- «The Vilner Balebesl Original soundtrack» (саундтрек до кінофільму «Віленський міський кантор»). Miriam Daniele Productions.
- «The Oysher Heritage: Moishe Oysher, Fraydele Oysher & Marilyn Michaels» (Спадщина сім'ї Ойшер). Mew Productions, 2005 та SISU Home Entertainment, 2005.
- «Yiddish Golden Hits» (Золоті хіти на ідиші). Israel Music, 2005.
- «Грине блетер» (Зелене листя). Israel Music, 2005.
- «The Moishe Oysher Seder» (Великодній седер М.). Ойшера). Довгограюча грамплатівка — Rozanna Records, 1956. Касета під назвою «Passover» (Єврейський Великдень), 1973. Компакт-диск — Israel Music, 2005 (Два компакт-диски, що включають вихідні грамплатівки: «Kol-Nidrei Night» і «Chanukah Party»).
- «Kol-Nidrei Night With Moishe Oysher» (Ніч кол-нідре з Мойше Ойшером), два компакт-диски. Israel Music, 2005 (довгограюча грамплатівка — Rozanna Records, 1957).
- «The Moishe Oysher Chanukah Party». Довгограюча грамплатівка — Rozanna Records, 1958. Перевидано на компакт-диску The Moishe Oysher Seder, Israel Music, 2005.
- «Seder, Kol-Nidre and Chanukah». Leisure Time Music (США), 1994 (Всі три довгограючі грамплатівки до єврейських свят на подвійному компакт-диску в спільній упаковці).
- «The Fabulous Voice of Moishe Oysher» (Чудовий голос М. М. Ойшера). Aderet Music, 1999.
- The Barry Sisters. 20 Yiddish Swinging Hits" ( Сестри Беррі: 20 свінгових хітів на їдиші; «hалевай» та «Хора стакато» разом з Мойше Ойшером). Israel Music, 2005.
- «Yiddish American Klezmer Music: 1925—1956» (з кларнетистом Дейвом Таррас — Dave Tarras). Yazoo Records.
- «Simon Spiro: Traditional Cantorial and Concert Favorites» (Традиційні канторські та концертні шлягери, трек № 2). Naxos.